# Hyptia manni
Hyptia manni är en stekelart som först beskrevs av Charles Thomas Brues 1916.  Hyptia manni ingår i släktet Hyptia och familjen hungersteklar. Inga underarter finns listade i Catalogue of Life.